# 谢尔维堡
谢尔维堡（法語：Château-Chervix，法語發音：[ʃato ʃɛʁvi]）是法国新阿基坦大区上维埃纳省的一个市镇，属于利摩日区。

## 地理
谢尔维堡（45°36'28"N, 1°21'14"E）面积51.05 平方千米，位于法国新阿基坦大区上维埃纳省，该省份为法国中西部省份，北起顺时针与安德尔省、克勒兹省、科雷兹省、多爾多涅省、夏朗德省和维埃纳省接壤。
与谢尔维堡接壤的市镇（或旧市镇、城区）包括：布勒伊河畔维克、库萨克博讷瓦勒、马尼亚克堡、默扎克、圣普列斯特利古尔。

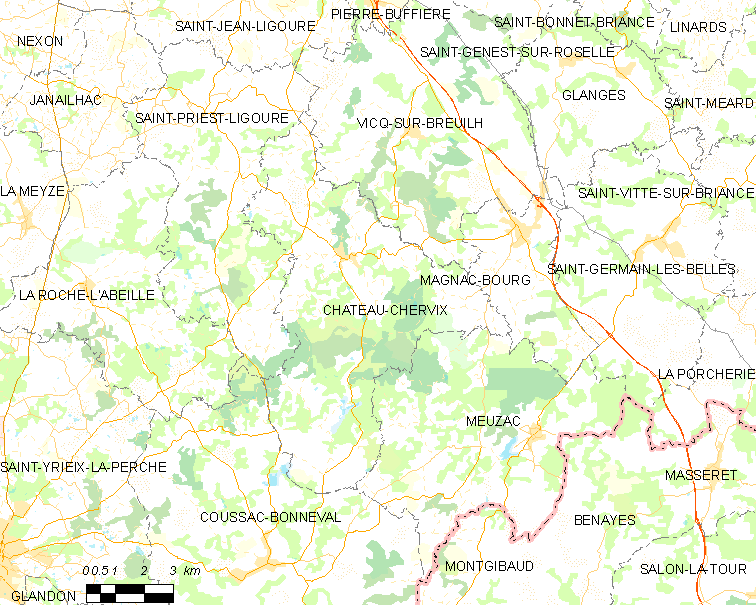
谢尔维堡的OSM定位图

谢尔维堡的时区为UTC+01:00、UTC+02:00（夏令时）。

## 行政
谢尔维堡的邮政编码为87380，INSEE市镇编码为87039。

## 政治
谢尔维堡所属的省级选区为埃穆捷县。

## 人口

1962-2008年间谢尔维堡人口变化图示

谢尔维堡于2022年1月1日时的人口数量为791人。